# Hymedesmia oxneri
Hymedesmia oxneri är en svampdjursart som beskrevs av Topsent 1928. Hymedesmia oxneri ingår i släktet Hymedesmia och familjen Hymedesmiidae. Inga underarter finns listade i Catalogue of Life.